# Meto Vroom
Meto Vroom (Glimmen, 27 september 1929 - 28 augustus 2019) was hoogleraar in de landschapsarchitectuur aan de Wageningen Universiteit. 

## Levensloop
Vroom werd geboren in Glimmen waar vier generaties Vroom actief waren geweest op het gebied van tuinontwerp. Een groot deel van zijn jeugdjaren bracht hij door op de kwekerij De Bonte Hoek van zijn ouders en in de tekenkamer van het bedrijf. In 1948 begon hij met de studie tuin- en landschapsarchitectuur aan de toenmalige Landbouwhogeschool in Wageningen. Zijn leermeesters waren Jan Bijhouwer en Wieger Bruin. Dankzij een beurs van het Fullbright-programma kon Vroom na zijn kandidaatsexamen naar de Verenigde Staten. Tussen 1955 en 1957 studeerde hij aan de School of Fine Arts van de University of Pennsylvania in Philadelphia. Terugkijkend op deze periode zou hij later zeggen dat deze bepalend was geweest voor zijn verdere carrière. Hij maakte er kennis met de ideeën van Ian Harg, die het principe van het ‘ecologisch ontwerp’ introduceerde en ook met de opvattingen van Bauhaus-architecten als Walter Gropius en Mies van der Rohe. Hij volgde ook colleges bij Louis Kahn en Lewis Mumford. In september 1957 keerde Vroom terug naar Wageningen om in april 1958 zijn ingenieursdiploma te halen.
Van 1958 tot 1960 werkte Vroom bij de organisatie die de eerste Floriade moest vorm geven in Rotterdam. Hij deed er praktische ervaring op maar ook een aversie tegen dit soort tuinbouwtentoonstellingen. Tussen 1960 en 1963 werkte hij als tuinarchitect bij de gemeente Amsterdam. In 1963 kreeg hij een aanstelling als landschapsconsulent voor de provincies Noord- en Zuid Holland bij het Staatsbosbeheer. Deze adviserende taak bracht hem veel werk op het gebied van locale en regionale planning waar nieuwe ecologische inzichten geleidelijk aan invloed kregen.
In 1966 besloot Jan Bijhouwer vervroegd met emeritaat te gaan. Het bestuurscollege van de Landbouwhogeschool benoemde Vroom als zijn opvolger. Door het plotselinge vertrek van Bijhouwer kreeg Vroom slechts zes weken om zich voor te bereiden op zijn nieuwe rol. Er moest een onderwijs- en onderzoeksprogramma voor een groeiend aantal studenten worden opgezet. Vroom heeft de Wageningse landschapsarchitectuur van een wetenschappelijke basis voorzien en internationaal op de kaart gezet. Hij had veel aandacht voor samenwerking met andere vakgebieden.
Tussen 1985 en 1990 was Vroom gedwongen om gezondheidsredenen tijdelijk minder te werken. Deze periode viel samen met een moeilijke periode voor de vakgroep Landschapsarchitectuur. Even dreigde zelfs een opheffing van de groep, maar uiteindelijk kon, na een forse korting op het budget, de studierichting behouden blijven.
Na 1990 was Vroom internationaal erg actief. Hij werd lid van de Education Committee van de EFLA (European Foundation for Landscape Architecture) en hij maakte ook deel uit van internationale visitatiecommissies. Hij stond met anderen aan de wieg van ECLAS (European Conference of Landscape Architecture).
In 1994 ging hij met emeritaat.

## Wetenschappelijk werk
In de jaren 60 van de 20e eeuw werd de landschapsarchitectuur een universitaire discipline en er was dus een sterke behoefte aan een goed ontwikkelde theoretische en methodologische gereedschapskist. Met zijn staf ontwikkelde hij de typisch Wageningse benadering van de landschapsanalyse uitmondend in het zogenaamde triplexmodel. Voor analytische doeleinden wordt het landschap in drie lagen uiteen gelegd: de abiotische, de biotische en de kunstmatige component, waarna de samenhang tussen deze lagen en hun betekenis voor het ontwerpproces kunnen worden bestudeerd.
In 1990 publiceerde Vroom het eerste overzicht van ontwerpen van Nederlandse tuin- en landschapsarchitecten na 1945. Daarna verscheen het veel geprezen Lexicon, een overzicht van meer dan 300 begrippen uit het vakgebied.
In 2014 ontving Vroom de Bijhouwerprijs en in dat jaar verscheen ook het autobiografisch getinte Leren kijken, Het Wageningse onderwijs en onderzoek in de tuin- en landschapsarchitectuur.

## Publicaties, een selectie
- Landscape planning as a Creative Complement to Nature Conservation, in: IUCN Publications New Series, 8, 1966, pp. 21-27
- Het landschap onze tuin? Inaugurele rede, Wageningen 1967
- Volthe de Lutte: a Systematic Approach to Land Planning in Scenic Rural Areas in the Netherlands, in: D. Lovejoy (ed), Land Use and Landscape Planning, Leonard Hill Books, 1973
- The impact of Limestone Quarrying on a Scenic Rural Area, in: D. Lovejoy (ed), Land Use and Landscape Planning, 2nd edition, Leonard Hill Books, 1979 (met K. Kerkstra en P. Vrijlandt)
- Critique and theory in Dutch Landscape architecture, Landscape and urban planning, 1986  (met JHA Meeus)
- Learning from Rotterdam. Investigating the process of urban park design. 1990, London: Alexandrine Press and Mansell Publishing Ltd (met J.J.H. Meeus)
- Buitenruimten: Outdoor space: environments designed by Dutch landscape artists since 1945/Ontwerpen van Nederlandse tuin-en landschapsarchitecten na 1945, 1992 Uitgeverij  Thoth
- Over gemaakte en authentieke landschappen, Afscheidsrede, Landbouwuniversiteit Wageningen, 1994
- ‘Leren kijken’, Het Wageningse onderwijs en onderzoek in de tuin- en landschapsarchitectuur, Uitgeverij Blauwdruk, 2014